# Ведран Чорлука
Ведра́н Чорлу́ка (хорв. Vedran Ćorluka, нар. 5 лютого 1986, Дервента, Боснія і Герцеговина) — хорватський футболіст, захисник. Виступав за національну збірну Хорватії.

## Клубна кар'єра

### Ранні роки
Чорлука народився в місті Дервента, Соціалістична Республіка Боснія і Герцеговина, СФРЮ. Його батьки, Йозо і Андья, родом з Модрана, села, недалеко від Дервента. Через війну в Боснії в 1992 році, сім'я Ведрана переїхала в Загреб, Хорватія, де його батько й далі працював інженером, згодом ставши агентом Чорлуки..
У восьмирічному віці він вступив до лав школи загребського «Динамо», де в 2003 році він отримав статус професійного футболіста і потрапив в основну команду. У 2004 році «Динамо» віддало Чорлуку в оренду «Інтеру» із Запрешича, де також грали Лука Модрич і Едуардо да Сілва. За «Інтер» він провів 27 матчів і забив 4 м'ячі, в тому сезоні «Інтер» завоював срібло в чемпіонаті Хорватії.
Після оренди в «Інтері» він став основним гравцем в «Динамо», і в першому ж сезоні взяв перше місце в чемпіонаті, зігравши 31 матч і забив три м'ячі. Не забарився і виклик в основну збірну країни, де він дебютував влітку 2006 року. У наступному сезоні 21-річний Ведран виграв з клубом золотий хет-трик, тобто став чемпіоном Хорватії, володарем кубка і суперкубка країни, відігравши 30 матчів і забивши 4 м'ячі. З цього моменту до нього почали проявляти інтерес такі клуби, як «Евертон», «Мілан» і дортмундська «Боруссія».

### «Манчестер Сіті»
Успіх загребського колективу на національній арені не залишився не поміченим провідними клубами Європи. За визнанням самого футболіста, він з дитинства мріяв грати за «Манчестер Юнайтед», проте офіційної пропозиції від «дияволів» не було. У 2007 році Ведран підписав п'ятирічну угоду з «Манчестер Сіті». «Городяни» виклали за гравця 11,5 мільйонів фунтів. У дебютному сезоні на «Етіхаді» був гравцем основи, провів 35 матчів в рамках Прем'єр-Ліги і 3 зустрічі в Кубку Англії. Влітку 2008 року вирушив у складі збірної Хорватії на чемпіонат Європи. Британські ЗМІ повідомили, що по поверненню на Туманний Альбіон Чорлука приєднається до лондонського «Тоттенгем Готспур». Сам гравець не заперечував ці чутки, проте зазначив, що ситуація дуже заплутана. Напередодні старту нового сезону Ведран дійсно поїхав у Лондон, проте представники клубів не могли домовитися про умови переходу гравця. Хорват в підсумку був змушений повернутися в Манчестер і почав сезон у стартовому складі «Сіті».

### «Тоттенгем Готспур»

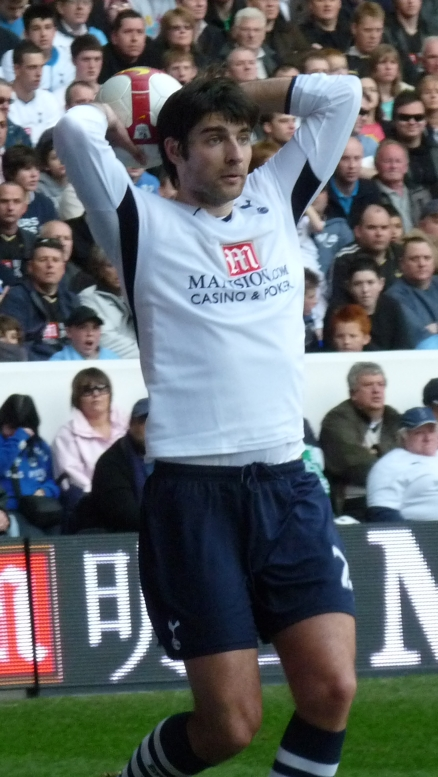
У складі «Тоттенгем Готспур»

На початку наступного сезону 2008/09, Ведран відігравши за городян 6 матчів, був куплений «Тоттенгем Готспур» за 12,5 мільйонів фунтів, де знову возз'єднався з Модричем.

«Це був цирк. Мені навіть самому довелося робити трансферний запит в клуб. Ми були на Євро-2008, і після матчу з Польщею люди з „Тоттенхема“ запитали, чи є у мене бажання переїхати у Лондон. Я хотів залишитися в Манчестері, але відповів, що перейду, якщо вони домовляться з „Сіті“. Начебто Все було в порядку, я повернувся в „Манчестер Сіті“, і мені сказали: „Ми готові продати тебе“. За 12 мільйонів євро, що близько до того. Раз так, я вирішив погодитися на перехід. Про все домовився і поїхав у Лондон. Сиджу там, пройшло вже 5-6 днів, а трансферу все немає. Дзвонить мені тренер „Сіті“ Г'юз і каже, що треба повертатися. Я кажу: „Нікуди не поїду, мене продають“. Тоді Г'юз пішов до президента „Сіті“ і заявив, що якщо Чорлуку продадуть, він покине свій пост. У цей час „Тоттенхем“ грав товариський матч з „Ромою“. Я сказав лондонцям, що якщо перед цією грою не буду представлений вболівальникам, повернуся в Манчестер. Так і вийшло: я поїхав назад, відіграв за „Сіті“ три відмінних матчу. Але я-то вже хотів перейти в „Тоттенгем“! Мені говорили то так, то ні. Мені все це набридло, і я сам зробив трансферний запит і в останню хвилину трансферного вікна переїхав у Лондон.»
— Ведран Чорлука (про перехід в «Тоттенхем»)
Дебютував у «Тоттенгемі» 15 вересня 2008 року в домашньому поєдинку проти «Астон Вілли» (1:2). При Гаррі Реднаппі був ключовим гравцем «Тоттенгема», провів 35 матчів у рамках Прем'єр-Ліги і допоміг «шпорам» фінішувати на сьомому місці в турнірній таблиці. Також дійшов з клубом до фіналу Кубка Ліги. У наступному році «Тоттенгем» знову вдало виступив у кубкових турнірах, діставшись півфіналу Кубка Англії, а в чемпіонаті посів четверте місце та отримав путівку в Лігу Чемпіонів. Чорлука провів 29 матчів і забив перший гол за «шпор» у виїзному протистоянні з «Болтон Вондерерз» (2:2).
Дебютував у Лізі Чемпіонів 17 серпня в поєдинку кваліфікаційного раунду проти «Янг Бойз». Через часті травми втратив місце в основі. Втім, вже у другому колі знову вийшов на передові позиції, зігравши за «Тоттенгем» у чвертьфінальних матчах Ліги чемпіонів проти «Реал Мадрида». Ухід Гаррі Реднаппа, а також часті травми поставили хрест на кар'єрі хорвата в лондонському клубі. У першій половині сезону 2011/12 він провів лише 8 матчів у всіх турнірах.

#### «Баєр 04»
31 січня 2012 року Чорлука був відданий в піврічну оренду в леверкузенський «Баєр 04». 4 лютого захисник дебютував за «швабів» у поєдинку Бундесліги проти «Штутгарта» (2:2). Ведран зумів швидко закріпитися в стартовому складі, проте в останній день лютого отримав важку травму в матчі за збірну і вибув до кінця квітня. У травні «Баєр» не наважився викупити хорвата.

### «Локомотив»

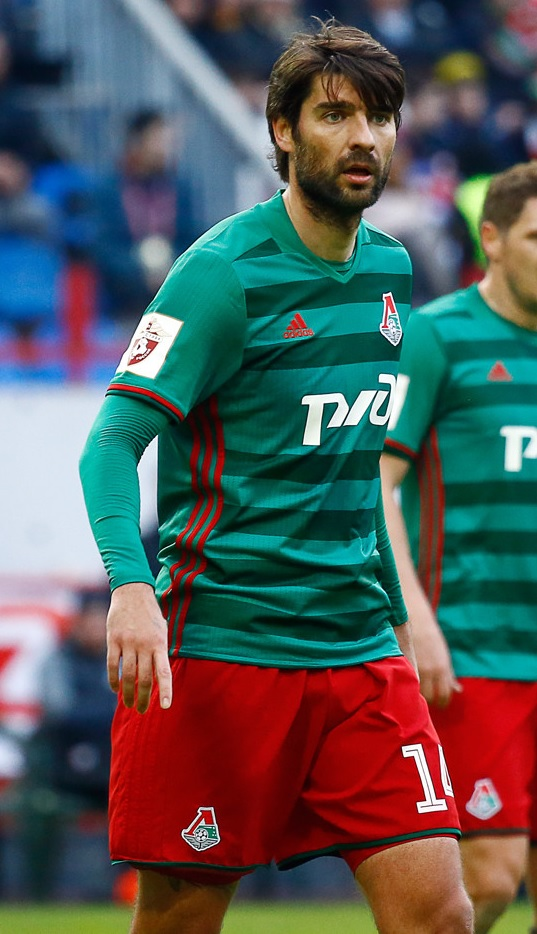
Ведран Чорлука під час виступів за «Локомотив». 2017 рік.

27 червня 2012 року Ведран підписав контракт з московським «Локомотивом» на 3 роки. Сума відступних спочатку становила 7 млн євро, але після переговорів трансферну ціну Чорлуки вдалося збити до 5 млн. євро. У першому ж матчі за московський клуб Ведран відзначився голом у ворота «Мордовії». З перших турів чемпіонату Росії став основним центральним захисником, провівши в сезоні 2012/13 27 матчів. В кінцівці сезону півзахисник «Локо» Денис Глушаков поскаржився, що Чорлука не тренується весь тиждень, але все одно потрапляє в стартовий склад. У вересні 2012 року та в березні 2014 року Чорлука визнавався найкращим гравцем місяця за підсумками голосування вболівальників «Локо» в соціальних мережах. 
У сезоні 2013/14 Ведран склав пару основних захисників «Локомотива» з Яном Дюрицею, провівши в чемпіонаті 28 матчів, пропустивши лише 2 гри через дискваліфікацію. Надійна гра пари центральних захисників дозволила «Локомотиву» завоювати в тому сезоні бронзові медалі чемпіонату. У наступному сезоні Ведран продовжив стабільно виступати на найвищому рівні, вигравши з московським клубом кубок Росії. У підсумку, вболівальники визнали його найкращим гравцем «залізничників» у сезоні, а президент команди Ольга Смородська назвала його лідером команди, тому починаючи з сезону 2015/16 Чорлука став капітаном команди. Взимку 2016 року Чорлука відмовився від переходу в «Баварію». 16 серпня 2016 року підписав новий 4-річний контракт з «Локомотивом». Після цього у сезоні 2016/17 Чорлука допоміг команді знову виграти Кубок Росії, а наступного року допоміг команді вперше за 14 років стати чемпіоном Росії.

## Виступи за збірну

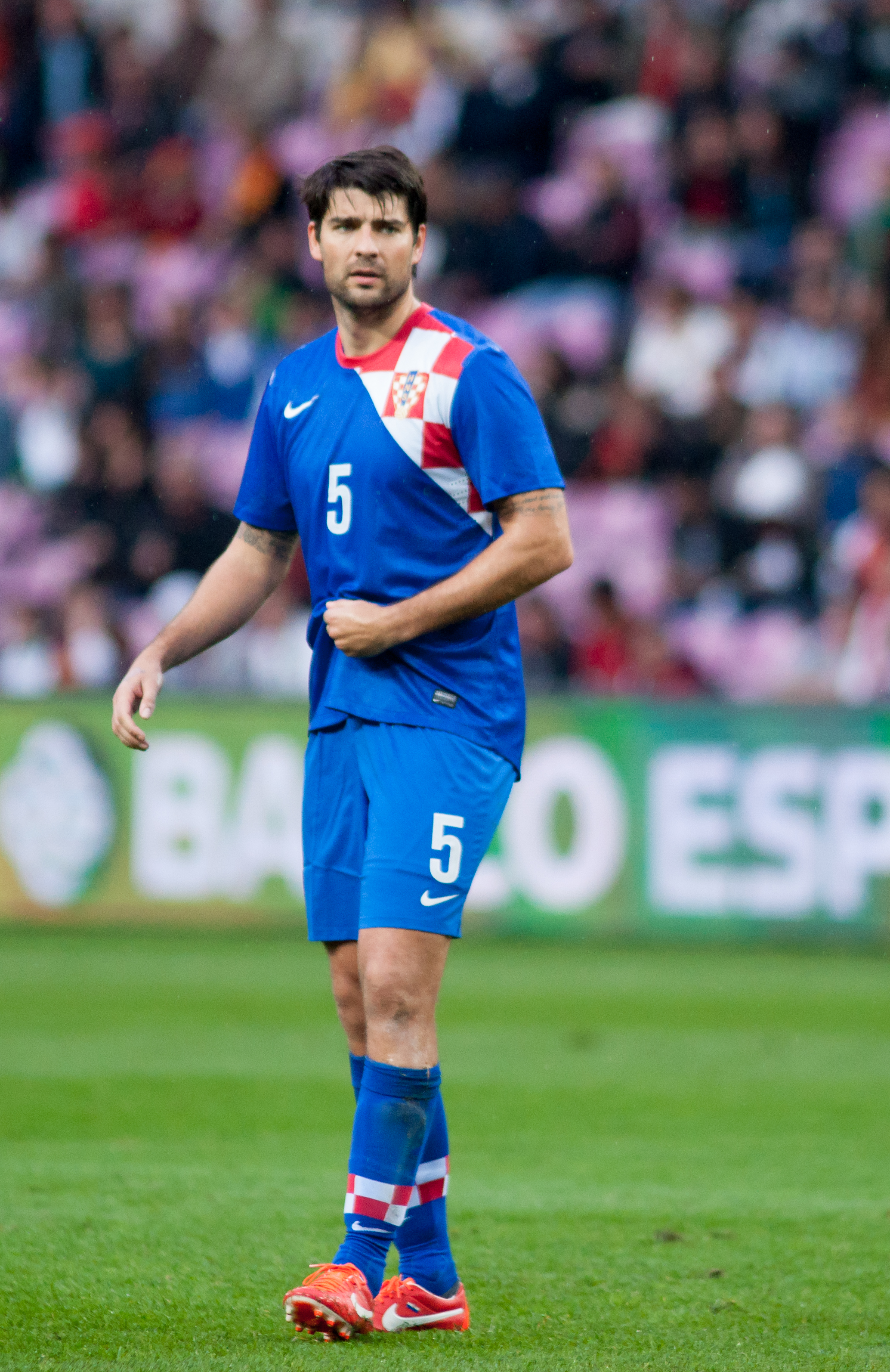
У складі збірної Хорватії

16 серпня 2006 року дебютував в офіційних іграх у складі національної збірної Хорватії в товариському матчі проти збірної Італії в італійському місті Ліворно. Футболіст вийшов на заміну в перерві матчу замість Анте Серича і допоміг хорватам здобути перемогу з рахунком 2:0. Після цього матчу він став основним гравцем збірної і був учасником фінальної частини чемпіонату Європи 2008 року в Австрії та Швейцарії. На турнірі Чорлука дійшов зі своєю командою до чвертьфіналу, зігравши всі 4 матчі на турнірі. 11 жовтня 2011 року провів свій 50-й матч за збірну.
Пізніше він брав участь в Євро-2012, чемпіонаті світу 2014 року, Євро-2016 та чемпіонаті світу 2018 року у Росії. На останньому змаганні він провів свій 100-ий матч за збірну, вийшовши на поле на заміну на 94-ій хвилині замість Маріо Манджукича в матчі групового етапу проти Аргентини (3:0).
Наразі провів у формі головної команди країни 103 матчі та забив 4 голи.
| Дата       | Місто                   | Господарі            | Результат               | Гості              | Турнір                | Голи | Примітки            |
| ---------- | ----------------------- | -------------------- | ----------------------- | ------------------ | --------------------- | ---- | ------------------- |
| 16-8-2006  | Ліворно                 | Італія               | 0 – 2                   | Хорватія           | товариський матч      | -    | 46'                 |
| 6-9-2006   | Москва                  | Росія                | 0 – 0                   | Хорватія           | Відбір до ЧЄ 2008     | -    |                     |
| 7-10-2006  | Загреб                  | Хорватія             | 7 – 0                   | Андорра            | Відбір до ЧЄ 2008     | -    |                     |
| 11-10-2006 | Загреб                  | Хорватія             | 2 – 0                   | Англія             | Відбір до ЧЄ 2008     | -    |                     |
| 15-11-2006 | Тель-Авів-Яфо           | Ізраїль              | 3 – 4                   | Хорватія           | Відбір до ЧЄ 2008     | -    |                     |
| 7-2-2007   | Рієка                   | Хорватія             | 2 – 1                   | Норвегія           | товариський матч      | -    | 60'                 |
| 24-3-2007  | Загреб                  | Хорватія             | 2 – 1                   | Північна Македонія | Відбір до ЧЄ 2008     | -    |                     |
| 2-6-2007   | Таллінн                 | Естонія              | 0 – 1                   | Хорватія           | Відбір до ЧЄ 2008     | -    |                     |
| 6-6-2007   | Загреб                  | Хорватія             | 0 – 0                   | Росія              | Відбір до ЧЄ 2008     | -    |                     |
| 22-8-2007  | Сараєво                 | Боснія і Герцеговина | 3 – 5                   | Хорватія           | товариський матч      | -    | 74'                 |
| 8-9-2007   | Загреб                  | Хорватія             | 2 – 0                   | Естонія            | Відбір до ЧЄ 2008     | -    |                     |
| 12-9-2007  | Андорра-ла-Велья        | Андорра              | 0 – 6                   | Хорватія           | Відбір до ЧЄ 2008     | -    |                     |
| 13-10-2007 | Загреб                  | Хорватія             | 1 – 0                   | Ізраїль            | Відбір до ЧЄ 2008     | -    |                     |
| 16-10-2007 | Рієка                   | Хорватія             | 3 – 0                   | Словаччина         | товариський матч      | -    |                     |
| 17-11-2007 | Скоп'є                  | Північна Македонія   | 2 – 0                   | Хорватія           | Відбір до ЧЄ 2008     | -    |                     |
| 21-11-2007 | Лондон                  | Англія               | 2 – 3                   | Хорватія           | Відбір до ЧЄ 2008     | -    | 20'                 |
| 6-2-2008   | Спліт                   | Хорватія             | 0 – 3                   | Нідерланди         | товариський матч      | -    |                     |
| 26-3-2008  | Глазго                  | Шотландія            | 1 – 1                   | Хорватія           | товариський матч      | -    | 90'                 |
| 24-5-2008  | Рієка                   | Хорватія             | 1 – 0                   | Молдова            | товариський матч      | -    |                     |
| 31-5-2008  | Будапешт                | Угорщина             | 1 – 1                   | Хорватія           | товариський матч      | -    |                     |
| 8-6-2008   | Відень                  | Австрія              | 0 – 1                   | Хорватія           | ЧЄ 2008 - 1-й етап    | -    |                     |
| 12-6-2008  | Клагенфурт-ам-Вертерзеє | Хорватія             | 2 – 1                   | Німеччина          | ЧЄ 2008 - 1-й етап    | -    |                     |
| 16-6-2008  | Клагенфурт-ам-Вертерзеє | Польща               | 0 – 1                   | Хорватія           | ЧЄ 2008 - 1-й етап    | -    | 27'                 |
| 20-6-2008  | Відень                  | Хорватія             | 1 – 1 д.ч. (1 - 3 п.п.) | Туреччина          | ЧЄ 2008 - чвертьфінал | -    |                     |
| 20-8-2008  | Марибор                 | Словенія             | 2 – 3                   | Хорватія           | товариський матч      | -    |                     |
| 6-9-2008   | Загреб                  | Хорватія             | 3 – 0                   | Казахстан          | Відбір до ЧС 2010     | -    |                     |
| 10-9-2008  | Загреб                  | Хорватія             | 1 – 4                   | Англія             | Відбір до ЧС 2010     | -    |                     |
| 11-10-2008 | Харків                  | Україна              | 0 – 0                   | Хорватія           | Відбір до ЧС 2010     | -    |                     |
| 15-10-2008 | Загреб                  | Хорватія             | 4 – 0                   | Андорра            | Відбір до ЧС 2010     | -    |                     |
| 11-2-2009  | Бухарест                | Румунія              | 1 – 2                   | Хорватія           | товариський матч      | -    |                     |
| 1-4-2009   | Андорра-ла-Велья        | Андорра              | 0 – 2                   | Хорватія           | Відбір до ЧС 2010     | -    |                     |
| 6-6-2009   | Загреб                  | Хорватія             | 2 – 2                   | Україна            | Відбір до ЧС 2010     | -    |                     |
| 12-8-2009  | Мінськ                  | Білорусь             | 1 – 3                   | Хорватія           | Відбір до ЧС 2010     | -    |                     |
| 5-9-2009   | Загреб                  | Хорватія             | 1 – 0                   | Білорусь           | Відбір до ЧС 2010     | -    | 29', 84'            |
| 8-10-2009  | Рієка                   | Хорватія             | 3 – 2                   | Катар              | товариський матч      | 1    | 71'                 |
| 14-10-2009 | Астана                  | Казахстан            | 1 – 2                   | Хорватія           | Відбір до ЧС 2010     | -    |                     |
| 3-3-2010   | Брюссель                | Бельгія              | 0 – 1                   | Хорватія           | товариський матч      | -    |                     |
| 11-8-2010  | Братислава              | Словаччина           | 1 – 1                   | Хорватія           | товариський матч      | -    |                     |
| 3-9-2010   | Рига                    | Латвія               | 0 – 3                   | Хорватія           | Відбір до ЧЄ 2012     | -    |                     |
| 7-9-2010   | Загреб                  | Хорватія             | 0 – 0                   | Греція             | Відбір до ЧЄ 2012     | -    |                     |
| 9-10-2010  | Тель-Авів-Яфо           | Ізраїль              | 1 – 2                   | Хорватія           | Відбір до ЧЄ 2012     | -    |                     |
| 17-11-2010 | Загреб                  | Хорватія             | 3 – 0                   | Мальта             | Відбір до ЧЄ 2012     | -    |                     |
| 9-2-2011   | Пула                    | Хорватія             | 4 – 2                   | Чехія              | товариський матч      | -    | 51'                 |
| 26-3-2011  | Тбілісі                 | Грузія               | 1 – 0                   | Хорватія           | Відбір до ЧЄ 2012     | -    |                     |
| 29-3-2011  | Сен-Дені                | Франція              | 0 – 0                   | Хорватія           | товариський матч      | -    |                     |
| 3-6-2011   | Спліт                   | Хорватія             | 2 – 1                   | Грузія             | Відбір до ЧЄ 2012     | -    |                     |
| 10-8-2011  | Дублін                  | Ірландія             | 0 – 0                   | Хорватія           | товариський матч      | -    | 79'                 |
| 2-9-2011   | Валлетта                | Мальта               | 1 – 3                   | Хорватія           | Відбір до ЧЄ 2012     | -    | 56'                 |
| 6-9-2011   | Загреб                  | Хорватія             | 3 – 1                   | Ізраїль            | Відбір до ЧЄ 2012     | 1    | 51'                 |
| 7-10-2011  | Афіни                   | Греція               | 2 – 0                   | Хорватія           | Відбір до ЧЄ 2012     | -    | 80'                 |
| 11-10-2011 | Рієка                   | Хорватія             | 2 – 0                   | Латвія             | Відбір до ЧЄ 2012     | -    | 34'                 |
| 11-11-2011 | Стамбул                 | Туреччина            | 0 – 3                   | Хорватія           | Відбір до ЧЄ 2012     | 1    | 35'                 |
| 29-2-2012  | Загреб                  | Хорватія             | 1 – 3                   | Швеція             | товариський матч      | -    | 28'                 |
| 25-5-2012  | Пула                    | Хорватія             | 3 – 1                   | Естонія            | товариський матч      | 1    | 85'                 |
| 10-6-2012  | Познань                 | Ірландія             | 1 – 3                   | Хорватія           | ЧЄ 2012               | -    |                     |
| 14-6-2012  | Познань                 | Італія               | 1 – 1                   | Хорватія           | ЧЄ 2012               | -    |                     |
| 18-6-2012  | Гданськ                 | Хорватія             | 0 – 1                   | Іспанія            | ЧЄ 2012               | -    | 27'                 |
| 15-8-2012  | Спліт                   | Хорватія             | 2 – 4                   | Швейцарія          | товариський матч      | -    | 50'                 |
| 7-9-2012   | Загреб                  | Хорватія             | 1 – 0                   | Північна Македонія | Відбір до ЧС 2014     | -    | 85'                 |
| 12-10-2012 | Скоп'є                  | Північна Македонія   | 1 – 2                   | Хорватія           | Відбір до ЧС 2014     | 1    | 69'                 |
| 6-2-2013   | Лондон                  | Хорватія             | 4 – 0                   | Південна Корея     | товариський матч      | -    |                     |
| 22-3-2013  | Загреб                  | Хорватія             | 2 – 0                   | Сербія             | Відбір до ЧС 2014     | -    |                     |
| 26-3-2013  | Суонсі                  | Уельс                | 1 – 2                   | Хорватія           | Відбір до ЧС 2014     | -    | 6'                  |
| 10-6-2013  | Женева                  | Хорватія             | 0 – 1                   | Португалія         | товариський матч      | -    | 60' 92'             |
| 14-8-2013  | Вадуц                   | Ліхтенштейн          | 2 – 3                   | Хорватія           | товариський матч      | -    | 85'                 |
| 6-9-2013   | Белград                 | Сербія               | 1 – 1                   | Хорватія           | Відбір до ЧС 2014     | -    |                     |
| 11-10-2013 | Загреб                  | Хорватія             | 1 – 2                   | Бельгія            | Відбір до ЧС 2014     | -    | 45'                 |
| 15-10-2013 | Единбург                | Шотландія            | 2 – 0                   | Хорватія           | Відбір до ЧС 2014     | -    |                     |
| 15-11-2013 | Рейк'явік               | Ісландія             | 0 – 0                   | Хорватія           | Відбір до ЧС 2014     | -    |                     |
| 19-11-2013 | Загреб                  | Хорватія             | 2 – 0                   | Ісландія           | Відбір до ЧС 2014     | -    |                     |
| 5-3-2014   | Санкт-Галлен            | Швейцарія            | 2 – 2                   | Хорватія           | товариський матч      | -    |                     |
| 31-5-2014  | Осієк                   | Хорватія             | 2 – 1                   | Малі               | товариський матч      | -    |                     |
| 12-6-2014  | Сан-Паулу               | Бразилія             | 3 – 1                   | Хорватія           | ЧС 2014 - 1-й етап    | -    | 66'                 |
| 18-6-2014  | Манаус                  | Камерун              | 0 – 4                   | Хорватія           | ЧС 2014 - 1-й етап    | -    |                     |
| 23-6-2014  | Ресіфі                  | Хорватія             | 1 – 3                   | Мексика            | ЧС 2014 - 1-й етап    | -    |                     |
| 4-9-2014   | Пула                    | Хорватія             | 2 – 0                   | Кіпр               | товариський матч      | -    |                     |
| 9-9-2014   | Загреб                  | Хорватія             | 2 – 0                   | Мальта             | Відбір до ЧЄ 2016     | -    |                     |
| 10-10-2014 | Софія (місто)           | Болгарія             | 0 – 1                   | Хорватія           | Відбір до ЧЄ 2016     | -    |                     |
| 13-10-2014 | Осієк                   | Хорватія             | 6 – 0                   | Азербайджан        | Відбір до ЧЄ 2016     | -    | 60'                 |
| 16-11-2014 | Мілан                   | Італія               | 1 – 1                   | Хорватія           | Відбір до ЧЄ 2016     | -    | 28'                 |
| 28-3-2015  | Загреб                  | Хорватія             | 5 – 1                   | Норвегія           | Відбір до ЧЄ 2016     | -    | 68', 74'            |
| 3-9-2015   | Баку                    | Азербайджан          | 0 – 0                   | Хорватія           | Відбір до ЧЄ 2016     | -    |                     |
| 6-9-2015   | Осло                    | Норвегія             | 2 – 0                   | Хорватія           | Відбір до ЧЄ 2016     | -    |                     |
| 10-10-2015 | Загреб                  | Хорватія             | 3 – 0                   | Болгарія           | Відбір до ЧЄ 2016     | -    |                     |
| 13-10-2015 | Та-Калі                 | Мальта               | 0 – 1                   | Хорватія           | Відбір до ЧЄ 2016     | -    |                     |
| 23-3-2016  | Осієк                   | Хорватія             | 2 – 0                   | Ізраїль            | товариський матч      | -    | 46'                 |
| 26-3-2016  | Будапешт                | Угорщина             | 1 – 1                   | Хорватія           | товариський матч      | -    | 45+2'               |
| 27-5-2016  | Копривниця              | Хорватія             | 1 – 0                   | Молдова            | товариський матч      | -    |                     |
| 12-6-2016  | Париж                   | Туреччина            | 0 – 1                   | Хорватія           | ЧЄ 2016 - 1-й етап    | -    |                     |
| 17-6-2016  | Сент-Етьєн              | Чехія                | 2 – 2                   | Хорватія           | ЧЄ 2016 - 1-й етап    | -    |                     |
| 21-6-2016  | Бордо                   | Хорватія             | 2 – 1                   | Іспанія            | ЧЄ 2016 - 1-й етап    | -    |                     |
| 25-6-2016  | Ланс                    | Хорватія             | 0 – 1 д.ч.              | Португалія         | ЧЄ 2016 - 1/8 фіналу  | -    |                     |
| 5-9-2016   | Загреб                  | Хорватія             | 1 – 1                   | Туреччина          | Відбір до ЧС 2018     | -    |                     |
| 6-10-2016  | Шкодер (місто)          | Косово               | 0 – 6                   | Хорватія           | Відбір до ЧС 2018     | -    | 46'                 |
| 12-11-2016 | Загреб                  | Хорватія             | 2 – 0                   | Ісландія           | Відбір до ЧС 2018     | -    |                     |
| 24-3-2018  | Маямі                   | Перу                 | 2 – 0                   | Хорватія           | товариський матч      | -    |                     |
| 28-3-2018  | Арлінгтон               | Мексика              | 0 – 1                   | Хорватія           | товариський матч      | -    | 74'                 |
| 3-6-2018   | Ліверпуль               | Бразилія             | 2 – 0                   | Хорватія           | товариський матч      | -    | 53'                 |
| 8-6-2018   | Осієк                   | Хорватія             | 2 – 1                   | Сенегал            | товариський матч      | -    |                     |
| 21-6-2018  | Нижній Новгород         | Аргентина            | 0 – 3                   | Хорватія           | ЧС 2018 - 1-й етап    | -    | 90+4' - 100-ий матч |
| Усього     |                         | Матчів (6 місце)     | 103                     |                    | Голів                 | 4    |                     |

## Титули і досягнення
- Чемпіон Хорватії (2):

«Динамо» (Загреб): 2005-06, 2006-07
- Володар Кубка Хорватії (2):

«Динамо» (Загреб): 2003-04, 2006-07
- Володар Суперкубка Хорватії (1):

«Динамо» (Загреб): 2006
- Чемпіон Росії (1):

«Локомотив» (Москва): 2017-18
- Володар Кубка Росії (4):

«Локомотив» (Москва): 2014-15, 2016-17, 2018-19, 2020-21
- Володар Суперкубка Росії (1):

«Локомотив» (Москва): 2019
- Віце-чемпіон світу: 2018